# Peucedanum veitchii
Peucedanum veitchii är en flockblommig växtart som beskrevs av H.Boissieu. Peucedanum veitchii ingår i släktet siljor, och familjen flockblommiga växter. Inga underarter finns listade i Catalogue of Life.